# Diaspidiotus macroporanus
Diaspidiotus macroporanus är en insektsart som först beskrevs av Sadao Takagi 1956.  Diaspidiotus macroporanus ingår i släktet Diaspidiotus och familjen pansarsköldlöss. Inga underarter finns listade i Catalogue of Life.